# Věznice Leopoldov
Věznice Leopoldov je nejstarší věznice na Slovensku. Nachází se ve městě Leopoldov v prostorách bývalé pevnosti (přestavěna v roce 1855, první vězně přijala v roce 1856). Proslula po převratu v únoru 1948, kdy v ní československá komunistická vláda věznila i politické vězně, z nichž zde řada v důsledku nelidského zacházení zemřela. V současné době má kapacitu 1502 osob.

## Historie
Pevnost Leopoldov byla dokončena v roce 1669. V roce 1855 byla pevnost upravena na věznici, kterou je dosud.

### Obávané komunistické vězení

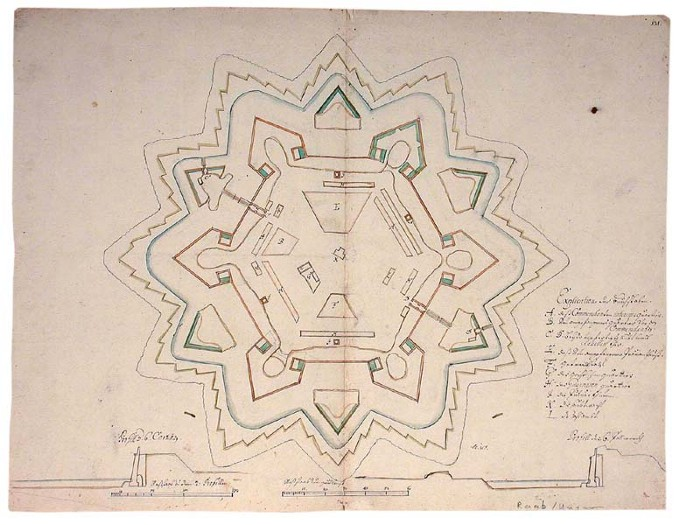
Plánek leopoldovské věznice z 19. století

Leopoldov byl zejména v 50. letech 20. století spolu s koncentračními a pracovními tábory při uranových dolech nejhorším z vězeňských zařízení v komunistickém Československu a často je označován za zařízení likvidační. S politickými vězni zde bylo zacházeno mimořádně krutým způsobem, byla jim odpírána lékařská péče a nutné léky, byla systematicky porušována i jejich nejzákladnější lidská práva. Několik jich zemřelo v důsledku krutého zacházení a odepření nutné léčby (mimo jiné blahoslavení Pavol Gojdič a Metoděj Dominik Trčka).
V Leopoldově byl v této době vězněn i pozdější československý prezident Gustáv Husák, jeho spoluvězni byli mj. automobilový závodník František Sutnar (vítěz třídy v závodě 24 h Le Mans 1949), benecký hoteliér Bohumil Rychtr a profesionální voják Miroslav Kácha. Dalším z vězňů byl mj. i organizátor čs. perutí ve Velké Británii za 2. sv. války, armádní generál (in memoriam) a Air Marshal RAF RNDr. Karel Janoušek. Svůj pobyt v Leopoldově popsal například Jiří Krupička (geolog, filosof a spisovatel, emeritní profesor University of Alberta) v knize Stará pevnost.

### Útěky vězňů

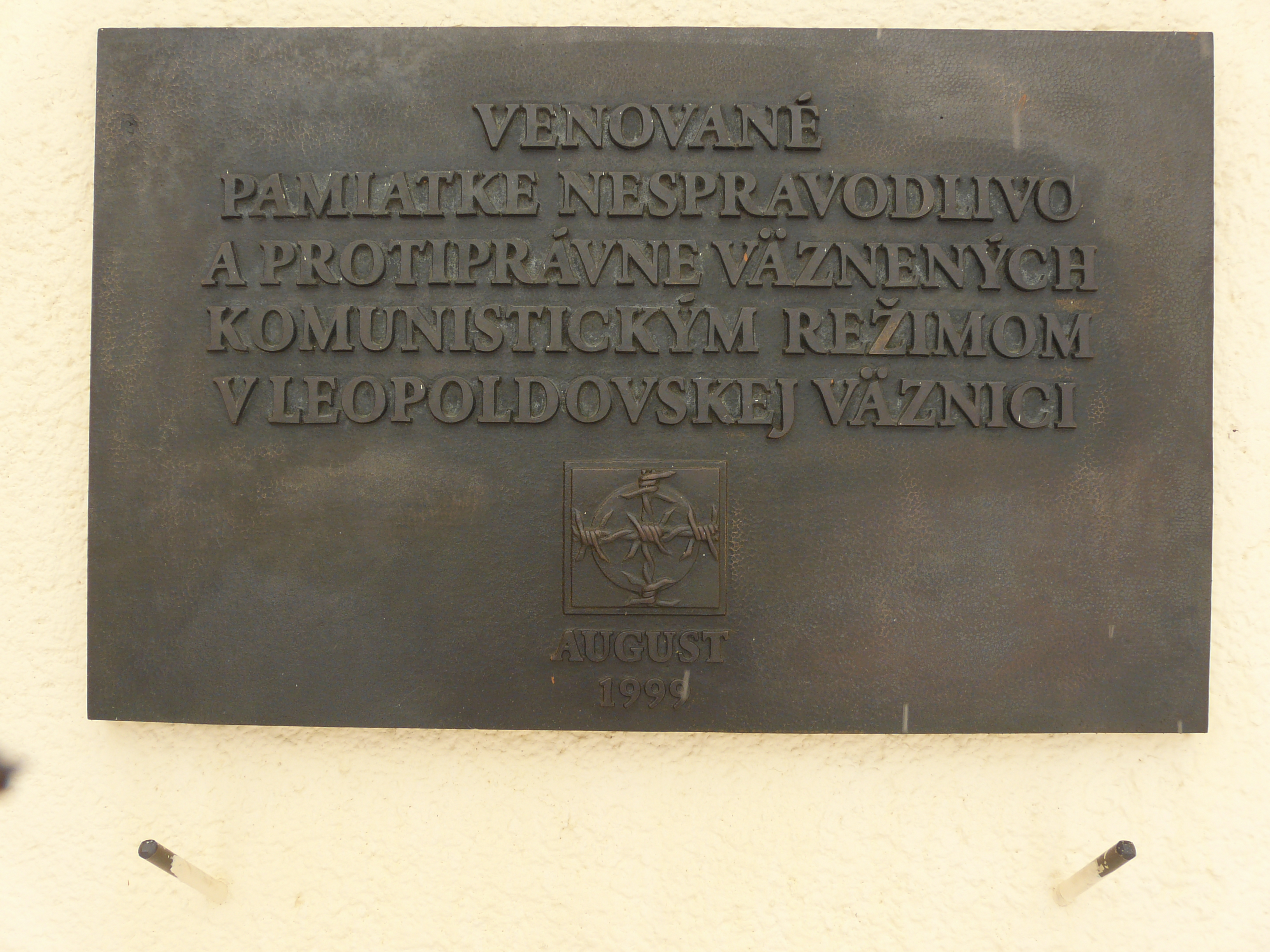
Pamětní deska připomínající politické vězně v Leopoldově.

V dějinách věznice došlo k několika skupinovým útěkům vězňů. Například 2. ledna 1952 se podařilo uprchnout šesti politickým vězňům, kteří pracovali na stavebních úpravách starých pevnostních kasemat. Mezi nimi byli například převaděč Štěpán Gavenda nebo bývalý armádní důstojník Pravomil Raichl. Většině se podařilo uprchnout do Západního Německa, ale zrovna Gavenda se později do Československa vracel jako agent západní zpravodajské služby, byl dopaden, odsouzen k smrti a popraven.
Další útěk se podařil 23. listopadu 1991. Z věznice tehdy uprchlo celkem sedm vězňů, většinou odsouzených za násilnou trestnou činnost, pod vedením Tibora Polgáriho, vůdce vězeňské vzpoury z předchozího roku. Při útěku zavraždili pět dozorců, několik dalších dozorců a jednoho spoluvězně zranili. Přestože se uprchlíci ozbrojili samopaly vězeňské stráže a měli jednoho dozorce jako rukojmí, během dvou dnů byli všichni dopadeni. Vůdci útěku pak byli odsouzeni na doživotí.

### Vzpoura
V březnu 1990 došlo ve věznici k masové vzpouře vězňů, na které se nevztahovaly amnestie prezidenta Havla. Celkem 217 vězňů nejprve vyhlásilo 15. března protestní hladovku a následně vyhnalo dozorce z vězeňských objektů. Úřady se odhodlaly k zákroku teprve 28. března, kdy po několikahodinovém neúspěšném vyjednávání úředníků ministerstva vnitra zahájila policie s podporou armády útok a po dvou hodinách boje věznici ovládla. Vzpoura si vyžádala jednoho mrtvého vězně a desítky zraněných na obou stranách.

## Seznam politických vězňů zemřelých v Leopoldově

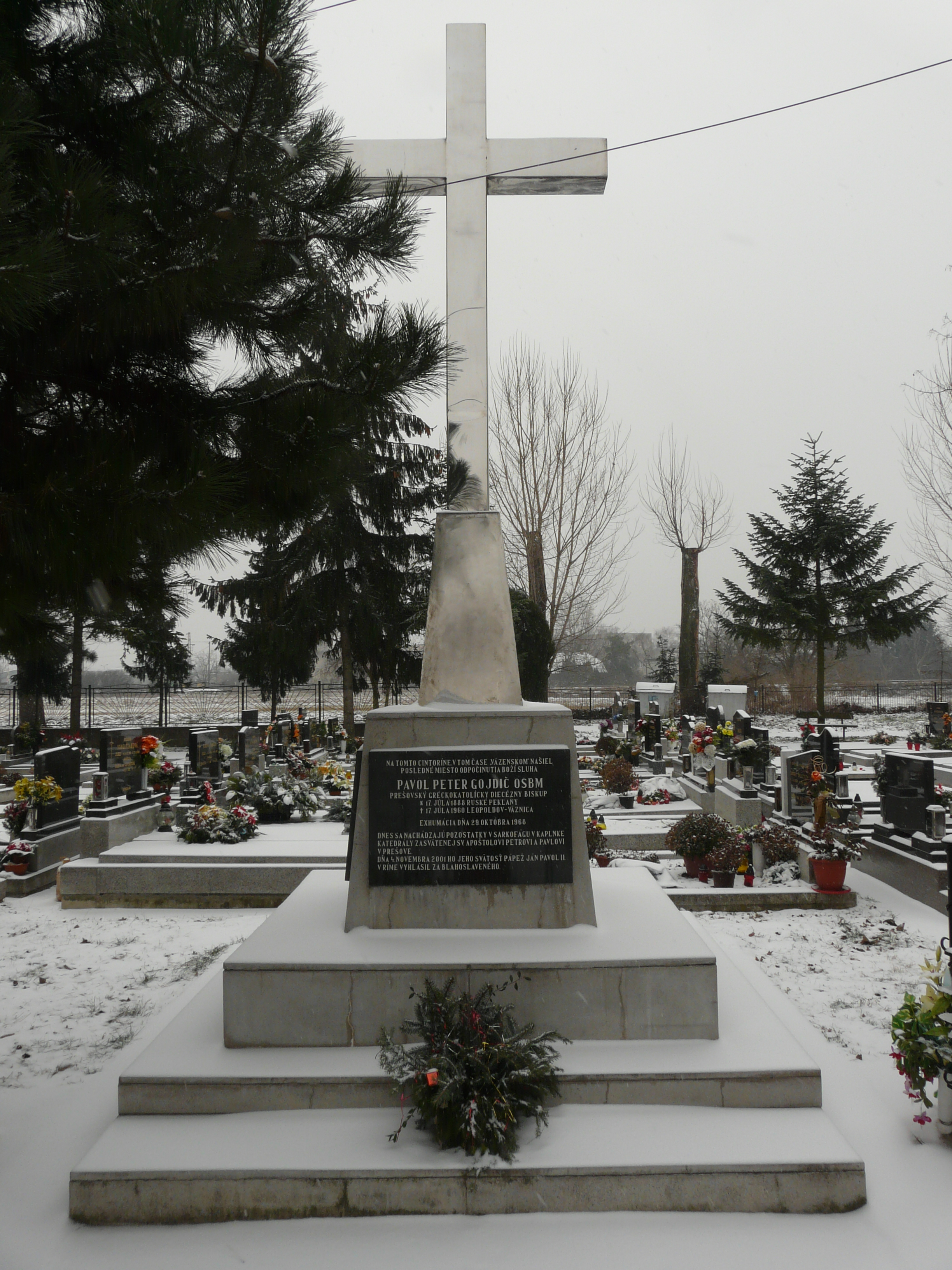
Památník na místě bývalého hrobu blahoslaveného Pavla Petera Gojdiče na leopoldovském hřbitově.

(seznam není kompletní)
- Rudolf Beran
- bl. Pavel Peter Gojdič
- Adolf Kajpr
- Adolf Mudroch
- Vladimír Sís
- bl. Metoděj Dominik Trčka
- Jozef Turanec